# Panfilo Lacson
Panfilo "Ping" Morena Lacson (Imus, 1 juni 1948) is Filipijns politicus en een voormalig directeur-generaal van de Philippine National Police. Lacson werd in 2016 gekozen in de Senaat van de Filipijnen. Eerder was hij van 2001 tot 2013 al twee termijnen lid van de Senaat. Bij de verkiezingen van 2004 deed Lacson mee aan de presidentsverkiezingen. Hij eindigde daarbij als derde na winnaar Gloria Macapagal-Arroyo en nummer twee Fernando Poe jr..

## Vroege leven en carrière
Panfilo Lacson werd geboren in Imus in de provincie Cavite. In 1967 schreef hij zich in aan de Philippine Military Academy. Vier jaar later, in 1971, studeerde hij hier af en begon Lacson zijn carrière binnen de Filipijnse politiewereld. Van 1971 tot 1986 werkte Lacson bij het Metropolitan Command (Metrocom), van 1986 tot 1988 was hij provinciaal commandant van de politie van de provincie Isabela en van 1989 tot 1992 was hij commandant van de politie van Metro Cebu. In 1992 was hij een paar maanden Provinciaal directeur van de provincie Laguna waarna hij benoemd werd als de baas van Task Force Habagat binnen de presidentiële antimisdaadcommissie. Deze functie bekleedde hij tot 1995.
Ten tijde van de EDSA II-revolutie was Lacson voorzitter van de presidentiële Task Force tegen georganiseerde criminaliteit (PAOCTF) en de directeur-generaal van de Philippine National Police (PNP). Hij trok zijn steun in aan president Estrada en trad af.

## Politieke carrière
In datzelfde jaar tijdens de verkiezingen van 2001 stelde Panfilo Lacson zich kandidaat voor het senatorschap onder de vlag van de LDP gelieerd aan de Puwersa ng Masa-coalitie. Hij eindigde op de 10e plaats en veroverde daarmee een zetel in het 12e congres van de Filipijnen.
Belangrijke wetten waar Lacson zich voor inzette in de Senaat waren de Anti-Money Laundering Control Act, de Alternative Youth Training Course en de Anti-Human Trafficking Act'.
In 2004 nam Lacson het in de presidentsverkiezingen onder andere op tegen de zittende president Gloria Macapagal-Arroyo. Zijn kandidaatschap veroorzaakte problemen met de voorzitter van zijn politieke partij, Edgardo Angara. Lacson verliet de partij en ging door als onafhankelijke kandidaat. Hij eindigde als derde in de verkiezingsstrijd na Gloria Macapagal-Arroyo en Fernando Poe jr. maar voor Raul Roco en Eddie Villanueva.
Op 13 november 2006 maakte Lacson in een persconferentie bekend dat hij zich verkiesbaar wilde stellen als burgemeester van Manilla in de verkiezingen van 2007. Een maand later kwam hij echter terug op die beslissing en verklaarde dat hij zich in plaats daarvan verkiesbaar zou stellen voor een tweede termijn als senator. Bij deze verkiezingen behaalde hij na Loren Legarda en Francis Escudero met ruim 15 miljoen stemmen een derde plaats en werd hij dus herkozen voor een nieuwe termijn van zes jaar.
Hoewel Lacson in de aanloop naar de verkiezingen 2010 had verklaard deel te zullen nemen aan de presidentsverkiezingen, liet hij op 5 juni 2009 weten zich wegens geldgebrek definitief niet beschikbaar te stellen voor het presidentschap.
Bij de verkiezingen van 2016 werd Lacson opnieuw voor zes jaar gekozen in de Senaat. Hij eindigde op de vierde plaats, voldoende voor een van de twaalf beschikbare zetels.

## Verdachte in de zaak-Dacer
Op 7 januari 2010 werd Lacson door het Filipijnse Ministerie van Justitie in staat van beschuldiging gesteld vanwege zijn mogelijke betrokkenheid bij de moord op journalist en publicist Salvador Dacer en diens chauffeur in 2000. De moord zou volgens aantijgingen gepleegd zijn door de mannen van PAOCTF in opdracht van Lacson. Eind januari bleek dat Lacson, die al sinds december afwezig was in de Filipijnse Senaat naar het buitenland was gevlucht. Hij liet na enige tijd weten dat zijn vlucht niet gezien moest worden als schuldbekentenis, maar dat zich genoodzaakt voelde om te vluchten omwille van zijn veiligheid Pas nadat het Filipijnse Hof van Beroep ruim een jaar na zijn vertrek de moordaanklacht vernietigde en de Filipijnse overheid daarop aankondigde het opsporingsbevel tegen Lacson in te trekken liet hij weten weer terug te zullen keren naar de Filipijnen. Op 26 maart 2011 kwam hij aan op Mactan-Cebu International Airport met een lijnvlucht van Cathay Pacific uit Hongkong. Later die dag vloog hij met een privévliegtuig door naar Manilla.

## Privéleven
Lacson is getrouwd met Alice de Perio. Ze hebben twee zonen, Panfilo "Thirdy" Lacson III en Panfilo "Pampi" Lacson. De laatste is getrouwd met de bekende televisiepersoonlijkheid Jodi Santamaria.